# Позняк (герб)
Позняк (інші назви: Простріл, Стрілець; пол. Późniak, Strzelec) — шляхетський герб литовського походження, вживаний у Речі посполитій.

## Опис герба
У червоному полі чоловік у срібному одязі, пробитий такою ж стрілою. Клейнод: три пера страуса.

## Гербовий рід
Апознанські (Apoznański), Послевичі (Poslewicz, Poślewicz, Poźniak), Позняковські (Poźniakowski), Працькі (Pracki).